# Centro de Astrofísica da Universidade do Porto

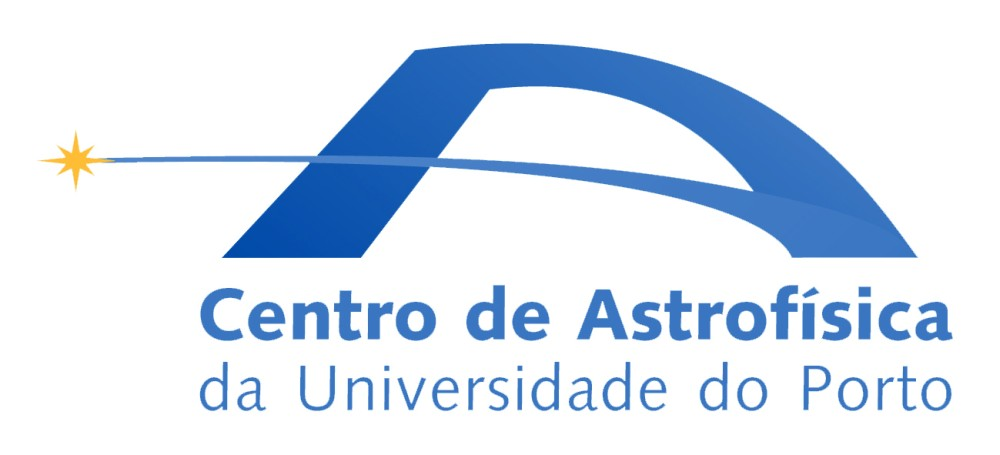
Logótipo do CAUP

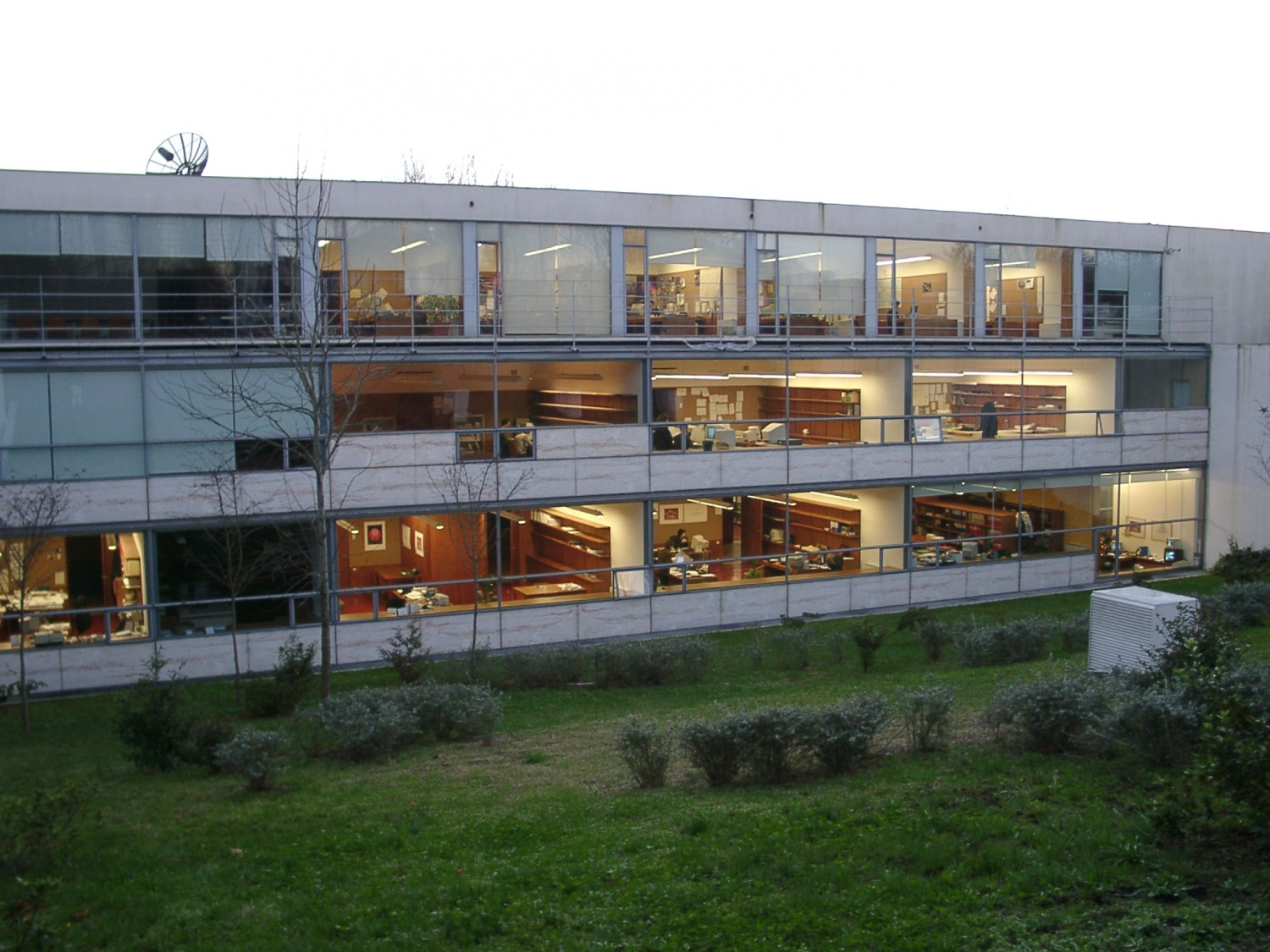
Vista do edifício do CAUP, a partir do jardim interior

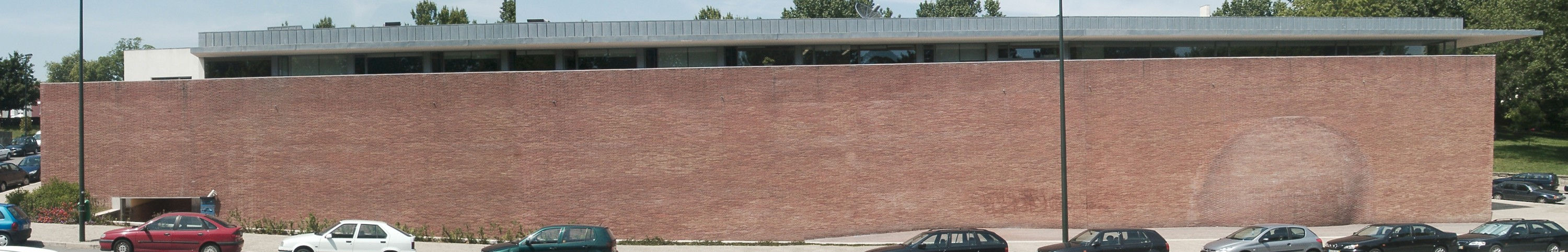
Fachada do Edifício do CAUP/Planetário do Porto

O Centro de Astrofísica da Universidade do Porto (CAUP) é uma associação científica e técnica privada, sem fins lucrativos e reconhecida de utilidade pública. Foi criado em Maio de 1989 pela Universidade do Porto. 
Inscreve entre os seus objetivos apoiar e promover a Astronomia, nomeadamente:
- a investigação científica,[2]
- a formação ao nível pós-graduado e universitário[3]
- o ensino da Astronomia ao nível não universitário (ensino básico e secundário)
- a divulgação da ciência e promoção da cultura científica[4]

O CAUP é cofinanciado pela Universidade do Porto, pela Fundação para a Ciência e a Tecnologia, por fundos da Comissão Europeia e por outros fundos/receitas próprias.

## Investigação
A atividade de investigação do CAUP tem lugar através do Instituto de Astrofísica e Ciências do Espaço (IA), uma unidade de I&D da FCT que resultou da fusão, em 2014, entre as duas unidades de investigação mais proeminentes no campo em Portugal: o CAUP, na Universidade do Porto, e o Centro de Astronomia e Astrofísica da Universidade de Lisboa (CAAUL), na Universidade de Lisboa. Em 2021 o IA expandiu-se com a criação de um polo da Universidade de Coimbra.
A investigação do IA está organizada nos seguintes grupos:
- Deteção e caracterização de outras terras
- Rumo a um estudo abrangente de estrelas
- A história da formação de galáxias resolvida no espaço e no tempo
- Revelando a dinâmica do Universo
- Instrumentação e Sistemas em Astronomia
- Comunicação de Ciência

## Comunicação de Ciência
Através do Núcleo de Divulgação, o CAUP promove atividades de comunicação de ciência dirigidas as escolas do ensino básico e secundário, ao público em geral e aos media. É parte integrante do Grupo de Comunicação de Ciência do Instituto de Astrofísica e Ciências do Espaço e é da responsabilidade do CAUP a gestão do Planetário do Porto - Centro Ciência Viva. 

## Diretores do CAUP
- 1989-2006: Maria Teresa V. T. Lago
- 2006-2012: Mário João P. F. G. Monteiro
- 2012-2014: Pedro Pina Avelino
- 2015-2018: João José F. G. A. Lima
- 2018-2024: Jarle Brinchmann[6]